# Phasma
Pour le roman de Delilah S. Dawson, voir Phasma.
Personnage de fiction apparaissant dans
Star Wars.
La capitaine Phasma est un personnage de fiction de l'univers de Star Wars, apparu pour la première fois dans l'épisode VII de la saga : Le Réveil de la Force. Elle agit au sein du Premier Ordre en tant que commandante des légions de stormtroopers. Elle se distingue d'eux par une armure chromée et une cape noire à bordure rouge couvrant son épaule. Elle est interprétée par l'actrice Gwendoline Christie.

## Apparitions

### Épisode VII:Le Réveil de la Force(2015)
Phasma dirige la section où combattait le stormtrooper FN-2187, rebaptisé Finn après s'être enfui. Elle est vue une première fois tuant avec sa section, (à l'exception de Finn), les survivants du village de Tuanul. Sur le Finalizer, elle trouve Finn et lui ordonne d'apporter son blaster pour inspection et de se présenter à son unité. Quand Poe Dameron s'évade grâce à Finn, elle dit au Général Hux que c'était sa première infraction envers le Premier Ordre. Elle est vue lorsque le Général Hux utilise la base Starkiller pour détruire le système Hosnian, détruisant la Nouvelle République et tuant leurs leaders, alliés de la Résistance. Durant leur infiltration sur la base Starkiller, elle se fait capturer par Finn, Han Solo et Chewbacca, et est forcée de désactiver le bouclier de la planète-arme. Elle est jetée dans un compacteur à ordures, mais parvient néanmoins à s'enfuir avant la destruction de la planète.

### Épisode VIII:Les Derniers Jedi(2017)
Phasma est présente lorsque Rose et Finn, qui se sont infiltrés sur le Supremacy pour en désactiver les traceurs hyperespace, tombent dans le piège tendu par DJ. Elle donne l'ordre de les torturer pour les punir de cette intrusion, visant tout particulièrement Finn, qui a trahi le Premier Ordre et rejoint les rangs de la Résistance. Après l'attaque suicide du Raddus en vitesse lumière, le Supremacy est gravement endommagé, les troupes de stormtroopers décimées, et Phasma décide d'affronter Finn pour en finir une bonne fois pour toutes. Elle est vaincue, chute lors de l'effondrement du sol du vaisseau et meurt dans un puits de flammes.

## Concept et création
L'armure de stormtrooper chromée de la capitaine Phasma est, à l'origine, une idée destinée à Kylo Ren. C'est tout du moins dans cette optique que Michael Kaplan, costumier de l'épisode VII, l'a imaginée. Cette armure devait représenter le rôle de chef des stormtroopers qu'aurait pu endosser Kylo Ren. La suggestion de Michael Kaplan a été refusée par le réalisateur, J. J. Abrams, qui la jugea inappropriée au personnage. Kathleen Kennedy trouva elle le concept « fantastique ».
Le réalisateur est néanmoins inspiré par le design, et décide de le réutiliser pour un autre personnage. L'allure métallique de l'armure lui rappelle les boules d'acier qui apparaissent dans le film d'horreur Phantasm, d'où le nom de Phasma. Le commandant Phasma était initialement censé être un homme. C'est finalement Gwendoline Christie qui est choisie par J. J. Abrams pour incarner le personnage à l'écran, compte tenu du peu d'actrices jouant dans le film.
La capitaine Phasma est l'une des rares antagonistes féminines de la saga (avec Zam Wesell et Asajj Ventress).

## Interprètes
Gwendoline Christie interprète Phasma dans les films Le Réveil de la Force et Les Derniers Jedi, la série Star Wars Resistance et lui prête sa voix dans les jeux vidéo Lego Star Wars : Le Réveil de la Force et Star Wars Battlefront II. Dans la mini-série télévisée d'animation Lego Star Wars: The Resistance Rises, c'est Ellen Dublin qui interprète le personnage.
En France, Julie Dumas double Phasma dans Le Réveil de la Force, Les Derniers Jedi, Star Wars Resistance et les jeux vidéo Lego Star Wars : Le Réveil de la Force et Star Wars Battlefront II.
Au Québec, Camille Cyr-Desmarais double Phasma dans Le Réveil de la Force et Les Derniers Jedi.